# Erich Erdös
Erich Karl Erdös (* 27. März 1914 in Wien; † 6. Mai 2000 in Mendip, Somerset, Vereinigtes Königreich) war ein österreichischer Eiskunstläufer, der im Einzellauf startete.
In den Jahren 1932 und 1933 gewann er die Bronzemedaille bei den Europameisterschaften, beide Male hinter Landsmann Karl Schäfer und Ernst Baier. Hinter beiden beendete er auch die Weltmeisterschaft 1934 in Stockholm und errang mit dieser Bronzemedaille seine einzige Medaille bei Weltmeisterschaften.
Ende der 1930er Jahre emigrierte er nach Großbritannien, wo er 1944 heiratete und unter dem Namen Eric Forester, einer freien Übertragung seines Namens Erdös, lebte.

## Ergebnisse
| Wettbewerb / Jahr               | 1932 | 1933 | 1934 | 1935 |
| ------------------------------- | ---- | ---- | ---- | ---- |
| Weltmeisterschaften             |      | 4.   | 3.   | 7.   |
| Europameisterschaften           | 3.   | 3.   | 5.   | 6.   |
| Österreichische Meisterschaften | 3.   | 2.   | 2.   | 2.   |